# Hippia
 Hippia   L., 1771 è un genere di piante angiosperme dicotiledoni della famiglia delle Asteraceae, sottofamiglia Asteroideae, tribù Anthemideae (Southern hemisphere grade) e sottotribù Cotulinae.

## Etimologia
L'etimologia di questo genere (Hippia) è incerta; alcuni suggeriscono un riferimento a Ippia di Elide, un filosofo, matematico e astronomo greco antico contemporaneo di Socrate.
Il nome scientifico del genere è stato definito dal botanico Carl Linnaeus (1707-1778) nella pubblicazione " Mantissa Plantarum Altera. Generum editionis VI & specierum editionis II. Holmiae [Stockholm]" (  Mant. Pl. Altera 158, 291 ) del 1771.

## Descrizione
Portamento. Le piante di questo genere sono arbusti o sub-arbusti. L'indumento è formato da peli basifissi.
Fusto. La parte aerea in genere è eretta, semplice o ramosa. 
Foglie. Le foglie sono disposte in modo alterno, sono intere oppure variano da dentate a pennatosette.
Infiorescenza. Le sinflorescenze sono formate da capolini o solitari o raccolti in corimboso sia denso che lasso. Le infiorescenze vere e proprie sono composte da un capolino terminale peduncolato di tipo disciforme. I capolini sono formati da un involucro, con forme emisferiche, talvolta obconiche o cilindriche, composto da diverse brattee, al cui interno un ricettacolo fa da base ai fiori di due tipi: fiori del raggio (qui assenti) e fiori del disco. Le brattee, sono strette a consistenza erbacea, con margini scariosi e sono disposte in modo più o meno embricato su 3 serie.  La forma del ricettacolo varia da conica a emisferica; ed è privo di pagliette a protezione della base dei fiori.
Fiori.  I fiori sono tetra-ciclici (formati cioè da 4 verticilli: calice – corolla – androceo – gineceo) e pentameri (calice e corolla formati da 5 elementi). Si distinguono in:
- fiori del raggio (esterni): sono assenti;
- fiori del disco (centrali): sono più numerosi con forme brevemente tubulose (attinomorfe); i fiori interni sono funzionalmente maschili; I fiori esterni sono femminili e fertili.

- Formula fiorale:

*/x K {\displaystyle \infty }, [C (5), A (5)], G 2 (infero), achenio
- Calice: i sepali del calice sono ridotti ad una coroncina di squame.

- Corolla: (solo fiori del disco) nei fiori esterni il lembo è assente e i tubi sono ridotti; nei fiori interni la corolla ha 5 lobi (talvolta 2 larghi e 3 piccoli); il colore è giallo.

- Androceo: l'androceo è formato da 5 stami (alternati ai lobi della corolla) sorretti da filamenti generalmente liberi; gli stami sono connati e formano un manicotto circondante lo stilo. Le antere possono essere sia di tipo basifissa che mediofissa (ossia attaccate al filamento per la base – nel primo caso; oppure in un punto intermedio – nel secondo caso).[13] Questa caratteristica ha valore tassonomico in quanto distingue i generi gli uni dagli altri. Il tessuto endoteciale (rivestimento interno dell'antera) è quasi sempre non polarizzato. Il polline è sferico con un diametro medio di circa 25 micron;  è tricolporato (con tre aperture sia di tipo a fessura che tipo isodiametrica o poro) ed è echinato (con punte sporgenti). La parte apicale delle appendici delle antere ha delle forme ovato-ellittiche.

- Gineceo: l'ovario è infero uniloculare formato da 2 carpelli. Lo stilo (il recettore del polline) è filiforme e profondamente bifido (con due stigmi divergenti) e con le linee stigmatiche marginali separate o contigue. I due bracci dello stilo hanno una forma troncata e possono essere papillosi o ricoperti da ciuffi di peli. In alcune specie lo stilopodio alla fruttificazione si presenta ingrossato e persistente.

Frutti. I frutti sono degli acheni senza pappo; gli acheni sono obovoidi dorsoventralmente compressi con forme strettamente ellittiche e con due ali laterali; all'apice è arrotondato (senza pappo); il pericarpo è glabro, papilloso o pubescente (non sono presenti cellule resinose). 

## Biologia
Impollinazione: l'impollinazione avviene tramite insetti (impollinazione entomogama tramite farfalle diurne e notturne).

Riproduzione: la fecondazione avviene fondamentalmente tramite l'impollinazione dei fiori (vedi sopra).

Dispersione: i semi (gli acheni) cadendo a terra sono successivamente dispersi soprattutto da insetti tipo formiche (disseminazione mirmecoria). In questo tipo di piante avviene anche un altro tipo di dispersione: zoocoria. Infatti gli uncini delle brattee dell'involucro (se presenti) si agganciano ai peli degli animali di passaggio disperdendo così anche su lunghe distanze i semi della pianta. Inoltre per merito del pappo (se presente) il vento può trasportare i semi anche a distanza di alcuni chilometri (disseminazione anemocora).

## Distribuzione e habitat
Le specie di questo genere sono distribuite nella Provincia del Capo.

## Sistematica
La famiglia di appartenenza di questa voce (Asteraceae o Compositae, nomen conservandum) probabilmente originaria del Sud America, è la più numerosa del mondo vegetale, comprende oltre 23.000 specie distribuite su 1.535 generi, oppure 22.750 specie e 1.530 generi secondo altre fonti (una delle checklist più aggiornata elenca fino a 1.679 generi). La famiglia attualmente (2021) è divisa in 16 sottofamiglie; la sottofamiglia Asteroideae è una di queste e rappresenta l'evoluzione più recente di tutta la famiglia.

### Filogenesi
Il gruppo di questa voce è descritto nella tribù Anthemideae, una delle 21 tribù della sottofamiglia Asteroideae). In base alle ultime ricerche nella tribù sono stati individuati (provvisoriamente) 4 principali lignaggi (o cladi): "Southern hemisphere grade", "Asian-southern African grade", "Eurasian grade" e "Mediterranean clade". Il genere  Hippia  (insieme alla sottotribù Cotulinae) è incluso nel clade Southern hemisphere grade. Da un punto di vista filogenetico il genere  Hippia  occupa, nella sottotribù, una posizione più o meno centrale e insieme ai generi Lidbeckia  e Thaminophyllum forma un "gruppo fratello".
I caratteri distintivi del genere sono:
- il portamento varia da subarbustivo a arbustivo;
- l'indumento è formato da peli basifissi;
- gli acheni sono piatti dorsoventralmente (le ali sono opzionali).

### Elenco delle specie
Questo genere ha 8 specie:
- Hippia bolusae Hutch.
- Hippia frutescens  L.
- Hippia hirsuta  DC.
- Hippia hutchinsonii  Merxm.
- Hippia montana  Compton
- Hippia pilosa  Druce
- Hippia simplicior  Magee & B.Busch
- Hippia trilobata  Hutch.